# Stroggylocephalus agrestis
Stroggylocephalus agrestis är en insektsart som beskrevs av Carl Fredrik Fallén 1806. Stroggylocephalus agrestis ingår i släktet Stroggylocephalus och familjen dvärgstritar. Arten är reproducerande i Sverige. Utöver nominatformen finns också underarten S. a. irroratus.